# Nido

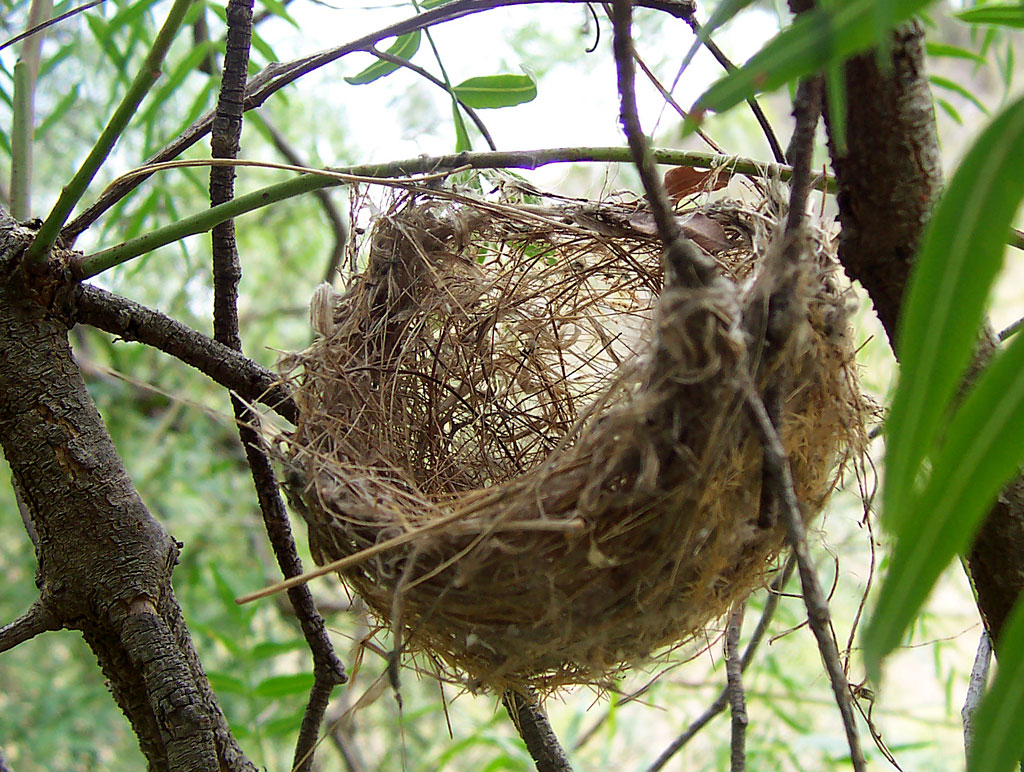
Nido en forma de cesta.

Un nido es una estructura más o menos compleja utilizada por algunos animales, bien para procrear y criar a su descendencia, bien para refugiarse —para dormir, hibernar, etc—. 
No todos los animales construyen o usan nidos. Los que los hacen pertenecen a clases diversas: arácnidos, insectos,  peces osteíctios o seláceos, aves, reptiles y mamíferos. Los animales ovíparos depositan en ellos sus huevos, algunos los cuidan o incuban hasta la eclosión y otros continúan cuidando de su prole en el nido hasta que lo abandonan, momento en el que el nido finaliza su función y es abandonado a su vez. Los mamíferos también pueden construir nidos con fines reproductores, pero a diferencia de los anteriores, es la clase que  más corrientemente construye y usa nidos para otros cometidos no ligados con la reproducción. 

## Descripción
Los nidos suelen ser de material orgánico (ramitas, hierba y hojas), y pueden estar localizados sobre las ramas o en el hueco de un árbol, en una grieta o entrante de roca, sobre el suelo o entre matorral. En general, cada especie tiene unos estilos propios de nidos, tanto en ubicación, como en forma y materiales, aunque existen especies que comparten los mismos nidos e, incluso, algunas especies roban los nidos de otras. En la actualidad, además, el ser humano coloca cajas de madera para favorecer la nidificación de distintas especies.

## Nidos de aves
No todas las aves fabrican nido; por ejemplo, no lo construyen la mayoría de las gallináceas, las zancudas (Gruiformes y Ciconiformes) y las palmípedas. El cuclillo, de Europa, se ahorra toda molestia y deposita sus huevos en los nidos de otras aves, como son las alondras, los carriceros comunes, los tordos, etc.
Algunas aves emplean muy poco arte en su trabajo. Las águilas construyen en el hueco de una roca un nido vasto y descubierto llamado era; consiste en una plataforma formada de trozos de leña y rodeado de algunas estacas, donde además deposita a su presa. Los abejarucos se contentan con depositar en el hueco de un árbol algunas plumas y barro. El avestruz deposita sus huevos en la arena calentada por el Sol.
Otras aves, por el contrario, construyen sus nidos con sumo cuidado. La urraca dispone el suyo en la cima de los árboles. El jilguero, el pinzón y la curruca se distinguen por la perfección de sus nidos. El mirlo y la abubilla embadurnan el interior de sus nidos con una ligera capa de “mortero” y mantienen el calor con borras y musgo. Las golondrinas construyen el suyo con una especie de “cemento” que fabrican con polvo desleído y enseguida lo modelan con el pico.
Muchas aves anidan en común; así lo hacen las gaviotas de Jutlandia y los albatros de las islas Malvinas. Los tejerinos se reúnen para formar en un mismo árbol un nido vastísimo dividido en numerosos compartimentos.

## Galería

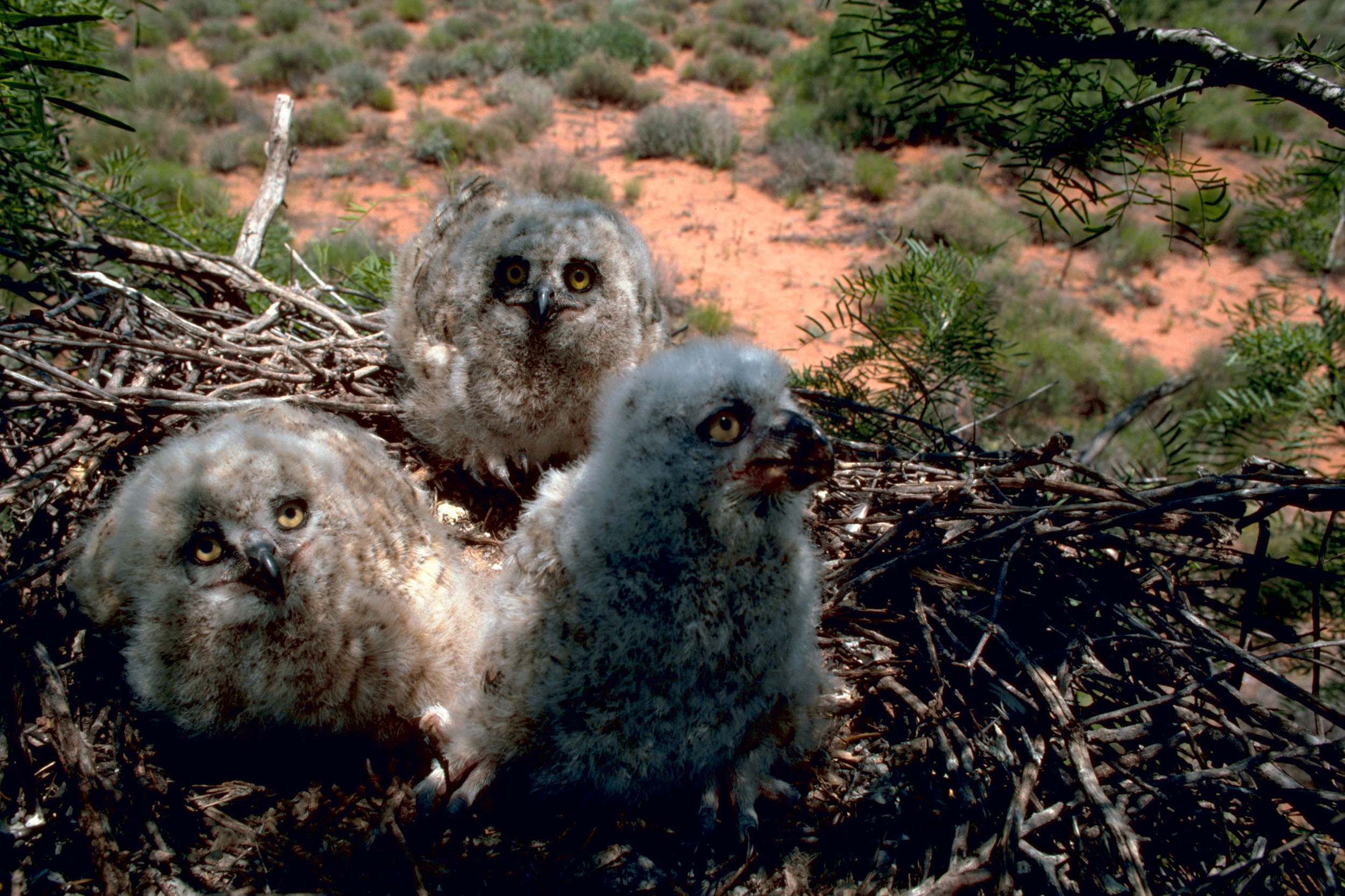
Nido de búho real.
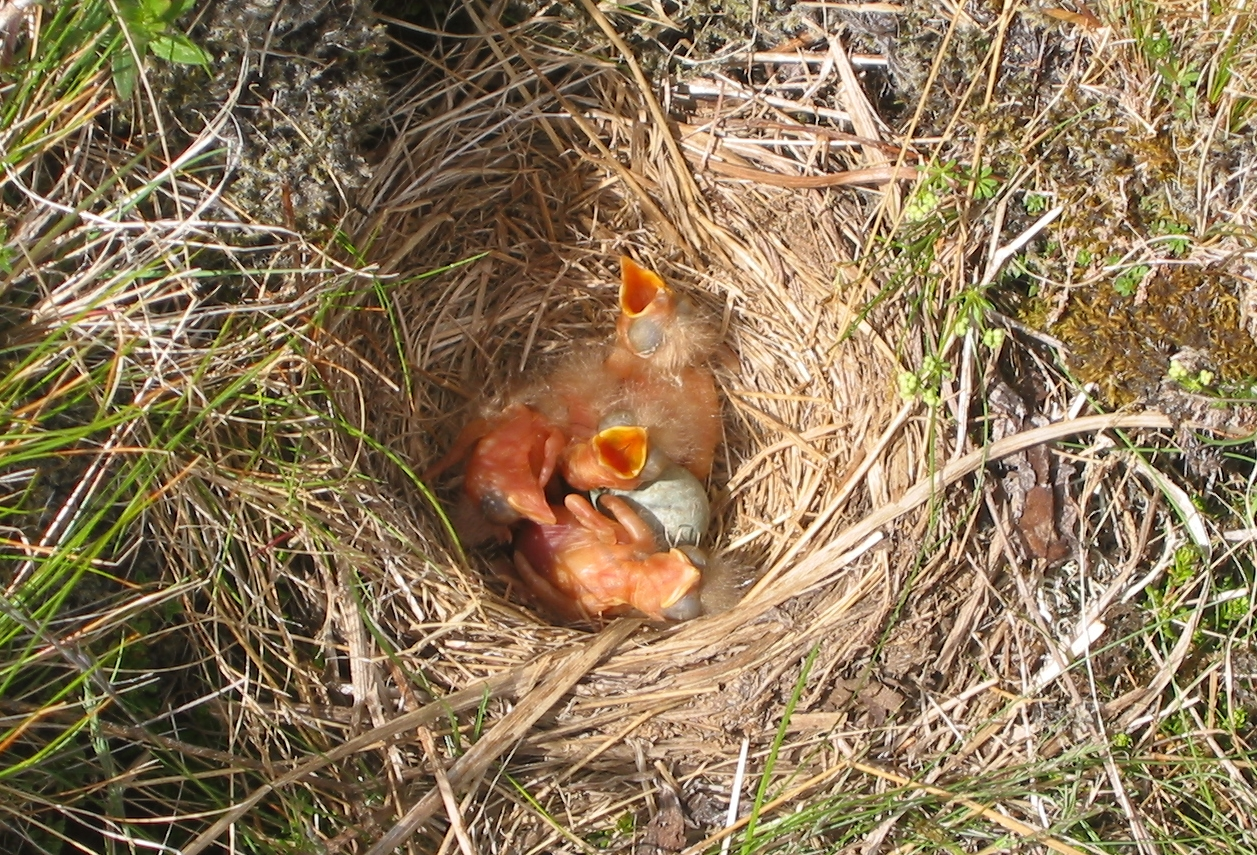
Nido en el suelo, de mirlo común.
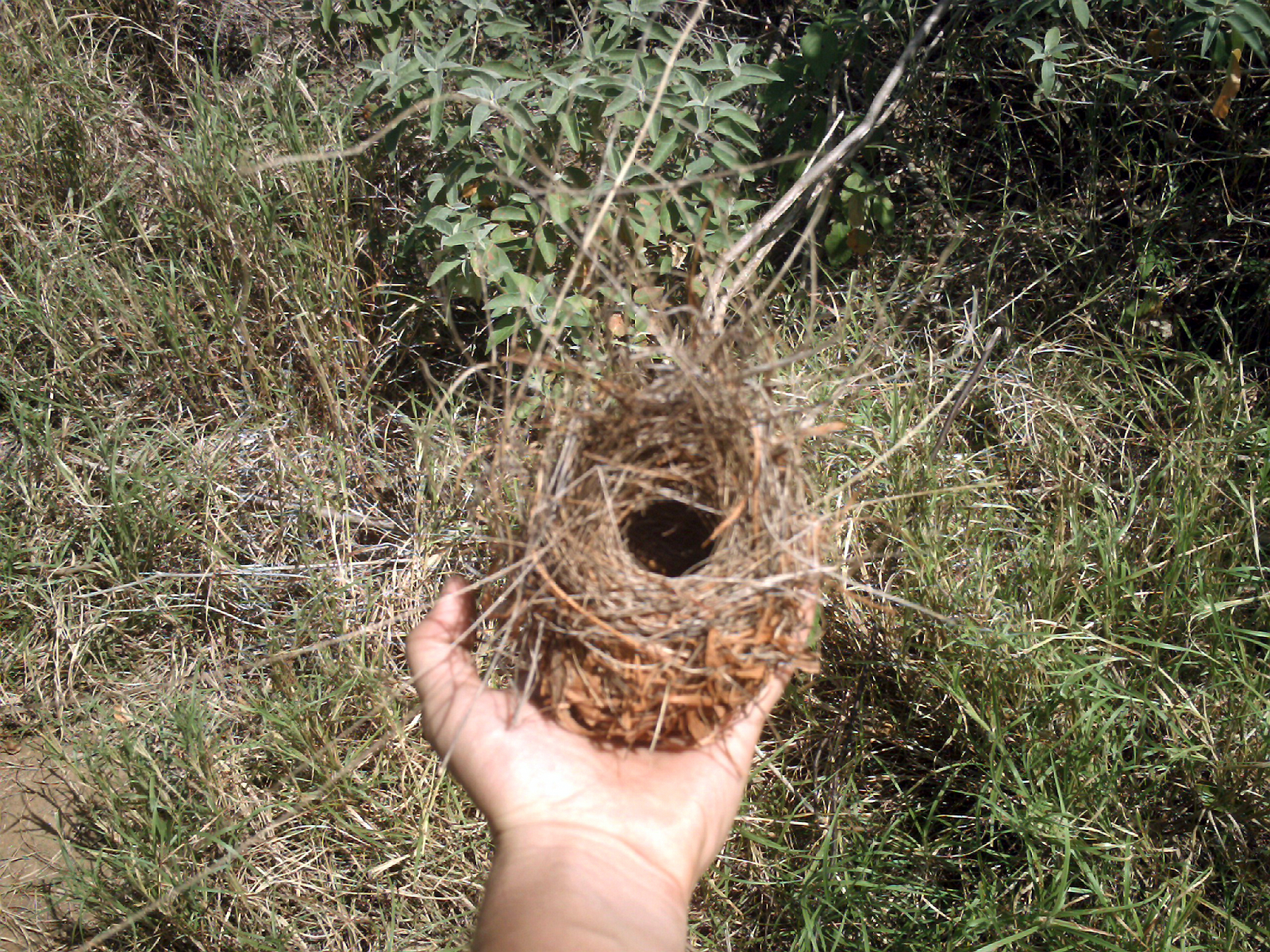
Nido de cenzontle tropical.
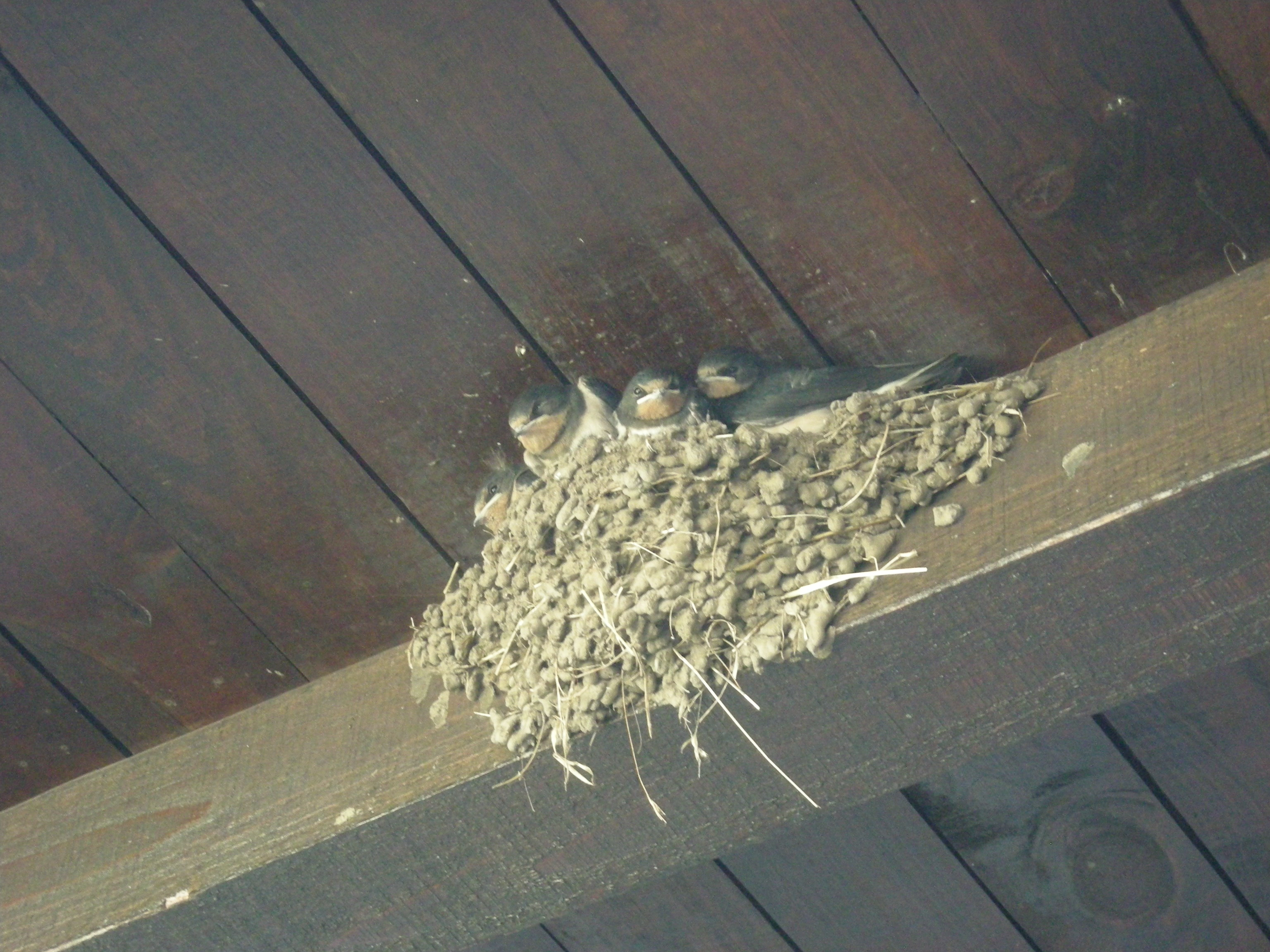
Nido de golondrina común, a base de barro y ramillas.
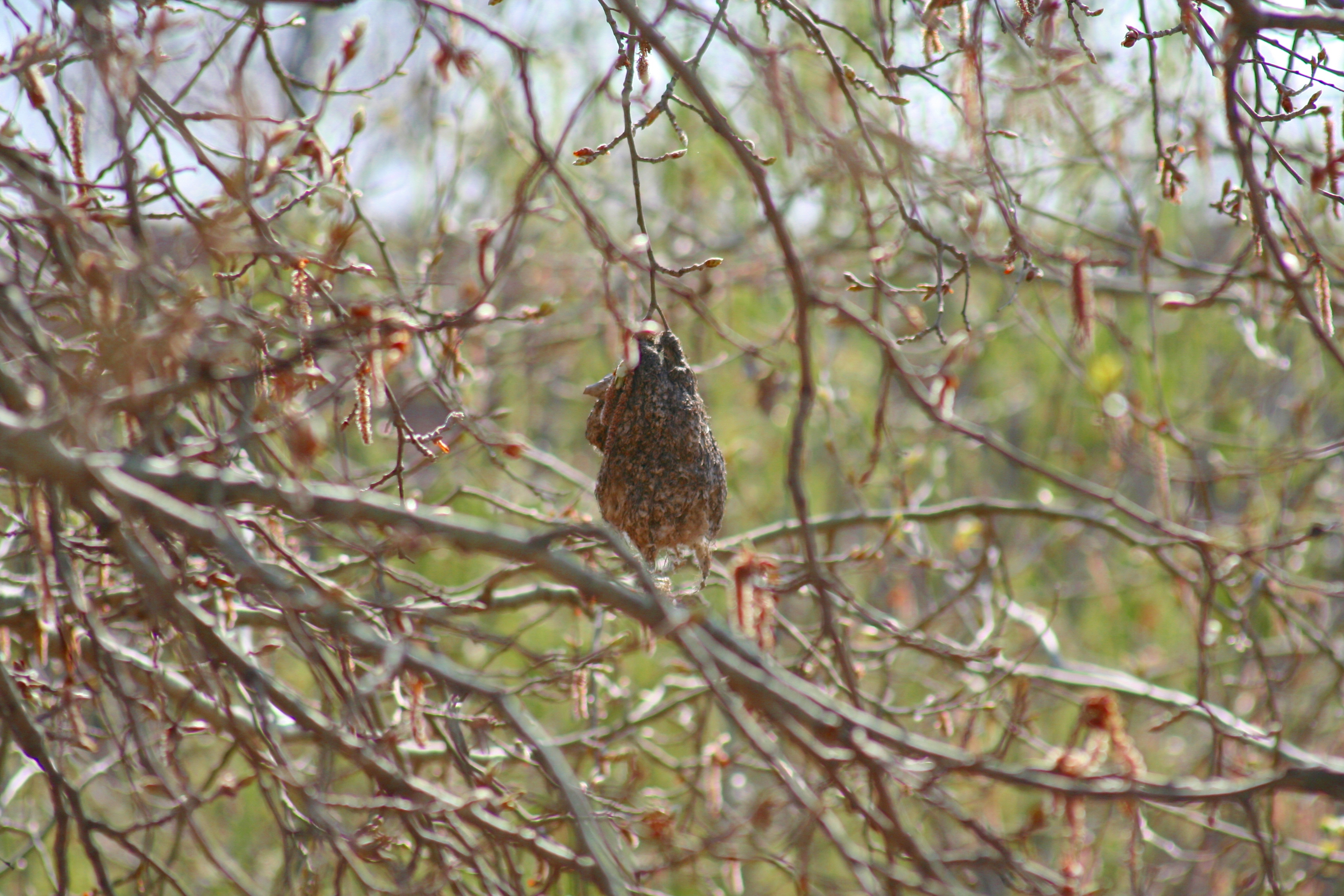
Nido de pájaro moscón en el Parque Regional del Sureste, Madrid.

## Nidos de otros animales
Los batracios y reptiles se limitan a depositar sus huevos en un lugar a propósito para su ruptura. Entre los peces, hay algunos que construyen verdaderos nidos; así lo hacen la gobia negra, los erizos de los ríos de Europa y los guramis de la India. Otros animales, que no son ovíparos, construyen también nidos; por ejemplo, los ratones campesinos o las ardillas, que construyen en lo alto de las encinas o los pinos un nido semejante al de las urracas.

### Mamíferos
Muchos mamíferos construyen nidos.Es habitual también el uso de madrigueras.

### Reptiles
Varias especies de cocodrilos construyen nidos y cuidan los huevos hasta su emergencia. Entonces remueven la cobertura de barro del nido para permitir que las crías vayan al agua.

### Anfibios

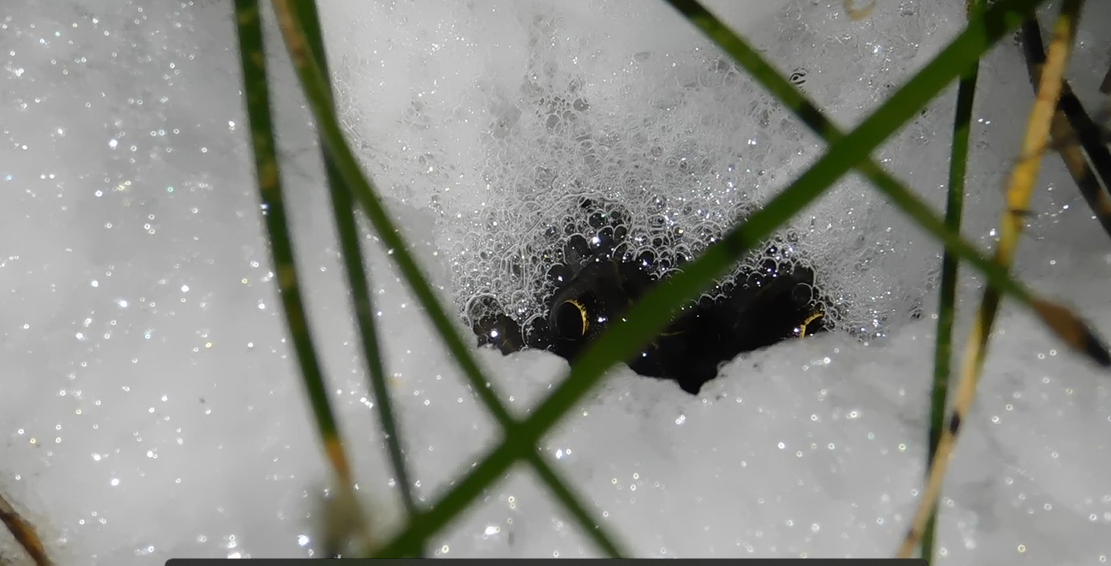
Foto de anfibio en nido de espuma, se observa ejemplar de Leptodactylus luctator. Reserva Natural Urbana El Corredor, Bs.As. Argentina Octubre 2024.

Ciertas especies de anfibios forman una masa gelatinosa que sirve de protección a los huevos.

### Dinosaurios
Se han encontrado nidos de dinosaurios con huevos y en algunos casos, animales recién nacidos, emergiendo de los huevos. Los nidos de Oviraptor en Mongolia son entre los más notables. Se encontró un ejemplar empollando los huevos.

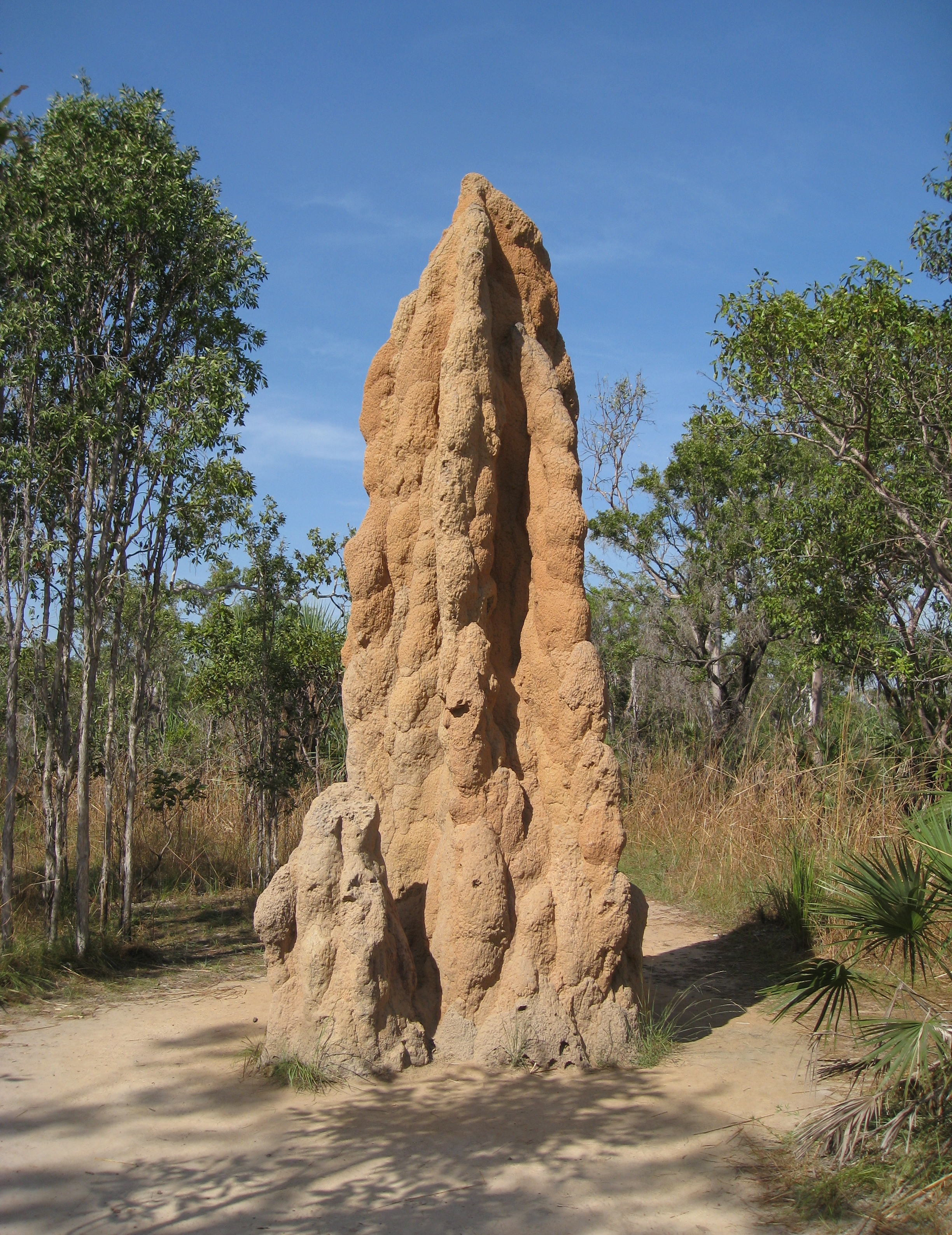
Nido de termitas.

### Insectos
Muchos insectos sociales (y también especies solitarias), incluyendo especies de hormigas, abejas, termitas y avispas construyen nidos. Pueden ser muy complejos y encontrarse bajo o encima de la superficie de la tierra. Sus rasgos incluyen sistemas de ventilación, cámaras diferentes para los huevos de reinas y de miembros de otras castas.
Las termitas construyen algunos de los nidos de insectos más extraordinarios, usando madera, barro y materias fecales que pueden alcanzar varios metros de altura.